# Сен-Жюльен-ан-Борн
Сен-Жюльен-ан-Борн (фр. Saint-Julien-en-Born) — коммуна на юго-западе Франции в департаменте Ланды (регион Аквитания). Сен-Жюльен-ан-Борн является самым южным селением исторического края Пеи-де-Борн в природной области Гасконские Ланды. Коммуна располагает крупной территорией размером 7293 гектара.

## География
Аналогично другим коммунам края Пеи-де-Борн, расположенным на курортном Серебряном берегу, Сен-Жюльен-ан-Борн состоит из центрального посёлка и курортного района, который имеет название Конти.
Центральный посёлок расположен в 8 километрах от океанического побережья и через него с севера на юг проходит автотрасса CD 652 (так называемая «дорога озёр»).
В части окружающей среды на территории коммуны есть пляж, песчаная дюна, лес и болотистая равнина. Пляж, к которому ведёт извилистая дорога, имеет длину 5 километров и расположен между кромкой Атлантического океана и береговой дюной. Туристический район Конти, являющийся частью коммуны, не отличается особым комфортом (размер облагороженной территории не превышает 1 квадратного километра), но множество сезонных ресторанов и магазинов говорят о популярности места среди туристов. Посадки приморской сосны покрывают около 80% территории коммуны.

## История
Исторически в этом месте проходил участок паломнического пути к могиле апостола Иакова, который контролировали различные прибрежные комтурства. На месте современной коммуны находилось комтурство Ориньяк, единственное в этом крае принадлежавшее Ронсевальской коллегиальной церкви, тогда как другие комтурства принадлежали либо Госпитальерам, либо Тамплиерам. Старинное поселение находилось в северо-западной части современного посёлка Сен-Жюльен-ан-Борн, вокруг часовни, существовавшей уже в 1274 году.

## Достопримечательности
- Маяк Конти является единственным маяком на атлантическом побережье Ландов. Несмотря на первоначальный план строительства маяка в Мимизане, в итоге его построили в Конти, поскольку здесь он находится на равном удалении от маяка Биаррица и от маяка Кап-Ферре.
- Церковь Сен-Жюльен